# 于泽尔 (上比利牛斯省)
于泽尔（法語：Uzer，法語發音：[yzɛʁ]）是法国上比利牛斯省的一个市镇，属于巴涅尔德比戈尔区。

## 地理
于泽尔（43°4'40"N, 0°11'45"E）面积3.48 平方千米，位于法国奧克西塔尼大區上比利牛斯省，该省份为法国西南部内陆省份，北至热尔省，西接大西洋比利牛斯省，南与西班牙接壤，东临上加龙省。
与于泽尔接壤的市镇（或旧市镇、城区）包括：阿热莱斯巴涅尔、巴涅尔德比戈尔、贝特、卡斯蒂永、热尔德。
于泽尔的时区为UTC+01:00、UTC+02:00（夏令时）。

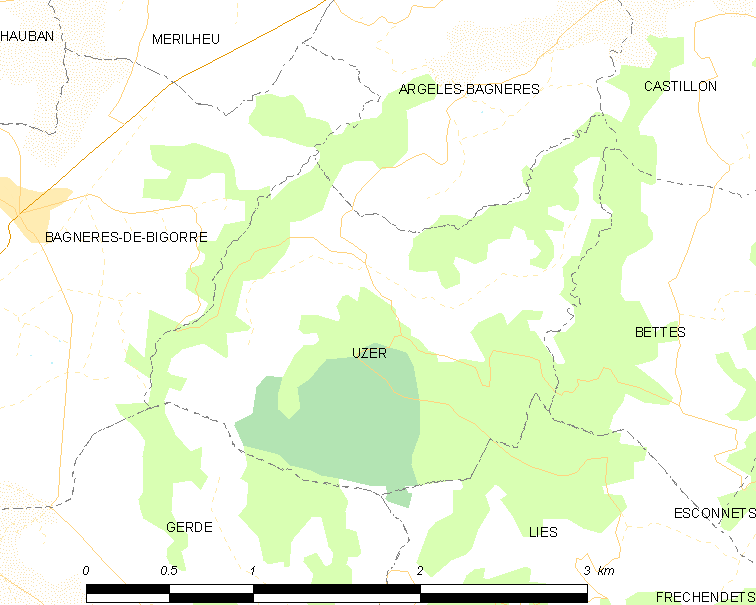
于泽尔的OSM定位图

## 行政
于泽尔的邮政编码为65200，INSEE市镇编码为65459。

## 政治
于泽尔所属的省级选区为阿罗斯河与巴伊斯河谷县。

## 人口

1962-2008年间于泽尔人口变化图示

于泽尔于2022年1月1日时的人口数量为104人。